# Helophorus splendidus
Helophorus splendidus är en skalbaggsart som beskrevs av Sahlberg 1880. Helophorus splendidus ingår i släktet Helophorus och familjen halsrandbaggar. Inga underarter finns listade i Catalogue of Life.